# Periparus rufonuchalis
Periparus rufonuchalis é uma espécie de ave paseriforme da família Paridae (em português:chapim) que habita as montanhas do sul da Ásia. Anteriormente era considerada coespecífico do P. rubidiventris e classificada no género Parus.

## Distribuição e habitat
Habita o Himalaia ocidental, Ásia Central e Médio Oriente, incluindo Índia, China, Paquistão, Turquemenistão, Quirguistão e Afeganistão.